# Amanda Crew
Amanda Crew sinh ngày 5 tháng 6 năm 1986, là một diễn viên phim truyện chuyên nghiệp người Canada. Amanda được biết đến nhiều nhất từ series phim truyền hình 15/Love và Whistler, cùng với các bộ phim như Final Destination 3, Sex Drive, The Haunting in Connecticut, và Charlie St. Cloud.

## Tiểu sử
Amanda Crew được sinh ra tại Langley, British Columbia, một tỉnh thuộc Canada. Crew bắt đầu sự nghiệp diễn xuất khi cô diễn trong vở kịch Dragon Tale năm lớp 4. Sau vở kịch, 4 người đại diện đã liên lạc với cô, và Crew bắt đầu diễn xuất từ khi đó. Cô đã làm một quảng cáo cho Coca Cola và diễn một vài vở kịch trên sân khấu như Stalling, Cordstons Courts, Langley, the Musical. Năm 2003 Crew học tại học viện kịch Mĩ (American Academy of Dramatic Arts).

## Sự nghiệp

### Truyền hình
Crew có bước ngoặt lớn đầu tiên vào năm 18 tuổi với vai diễn Tanis McTaggart trong sê-ri phim truyền hình 15/love trên kênh YTV của Canada. Năm 2005, cô trở thành diễn viên khách mời trong 2 sê-ri phim truyền hình khác là Life as we khow it và Smallville. Từ năm 2006 đến 2008, cô đóng vai Carrie Miller trong sê-ri phim hài Whisler trên CTV (1 kênh truyền hình khác của Canada), nhờ đó mà cô đã đoạt giải diễn viên nữ chính xuất sắc nhất trong lễ trai giải Leos Award ở Vancourver.

### Phim ảnh
Crew bắt đầu đặt dấu ấn của mình tại Hollywood khi có đóng một vai trong bộ phim nổi tiếng Final Destination 3, đạt doanh thu $19.173.094 trong tuần đầu tiên công chiếu. Crew tiếp tục chứng tỏ khả năng của mình trong các bộ phim nổi tiếng khác, nổi bật như She's the man và Sex Drive. Năm 2009, Crew lại một lần nữa làm rạng rỡ tên tuổi của mình trong bộ phim kinh dị The Hauting in Connecticut. Bộ phim đã đứng thứ 2 về số lượng vé bán ra, đem lại doanh thu $55.325.526 chỉ tính ở Mĩ và Canada, đánh dấu thành công lớn nhất về doanh thu của Crew cho đến bây giờ. Năm 2009, Crew cùng với Zac Efron và Kim Basinger tham gia bộ phim Charlie St. Cloud.